# Malte Mohr
Malte Mohr (* 24. Juli 1986 in Bochum) ist ein deutscher Stabhochspringer.

## Karriere
Malte Mohr begann seine Karriere beim USC Bochum und trat 2004 und 2005 für den TV Wattenscheid an. Im Herbst 2005 wechselte er zu TSV Bayer 04 Leverkusen, wo er bei Leszek Klima trainierte, ab 1. Januar 2010 gehörte er der Trainingsgruppe um Tim Lobinger und Fabian Schulze an und startete für die LG Stadtwerke München, bis er 2012 zum TV Wattenscheid zurückkehrte. Sein Trainer war bis zum Sommer 2018 Chauncey Johnson. Seit Oktober 2018 schreibt er seine eigenen Trainingspläne und das Techniktraining wird durch den Bayerischen Landestrainer Stabhochsprung Matthias Schimmelpfennig vom TtC-Team betreut. 
Mohr gewann 2005 bei den Deutschen Jugendhallenmeisterschaften und hatte bis dahin eine Bestleistung von 5,30 m, 2006 katapultierte er sich mit einem Sprung von 5,71 m in die deutsche Spitzenklasse. Ein Bänderriss und mehrere kleine Verletzungen ließen 2007 kaum geregeltes Training und Wettkämpfe zu. 2008 knüpfte er wieder an vorherige Leistungen an und steigerte sich auf 5,76 m bei einem Wettkampf im polnischen Żary. Sein Ziel, die Qualifikation für die Olympischen Spiele in Peking, verfehlte er allerdings knapp, nominiert wurden Danny Ecker, Raphael Holzdeppe und Tim Lobinger.
Im Jahr darauf verbesserte er sich weiter und qualifizierte sich mit einem Sprung über 5,80 m für die Weltmeisterschaften 2009 in Berlin. In der Qualifikation sprang er noch 5,65 m, hatte im Finale aber nur einen gültigen Versuch bei 5,50 m und wurde Vierzehnter. Beim Hallen-Meeting im Februar 2010 in Leipzig überquerte Mohr 5,83 m und sicherte sich zwei Wochen später den Titel des Deutschen Hallenmeisters vor Alexander Straub und Raphael Holzdeppe. Damit qualifizierte er sich gemeinsam mit Straub für die Hallenweltmeisterschaften in Doha. Dort gewann er die Silbermedaille hinter dem Australier Steve Hooker und vor Straub. Beim Auftaktwettbewerb zur Diamond League am 23. Mai 2010 in Shanghai übersprang Mohr als Einziger die 5,70 m und sicherte sich den Premierensieg bei dieser Veranstaltungsreihe. Bei den Deutschen Meisterschaften 2011 in Kassel siegte er mit einer überquerten Höhe von 5,72 m. Bei den Weltmeisterschaften 2011 in Daegu wurde er mit überquerten 5,85 m Fünfter.
Am 31. Mai 2012 qualifizierte er sich mit der geforderten Norm von 5,72 m beim Diamond League Meeting in Rom für die Olympischen Spiele in London. Eine Woche darauf siegte er ebenfalls mit 5,72 m beim erstmals ausgetragenen Jump and Fly in München. Seinen Titel bei den deutschen Meisterschaften konnte er mit einer Höhe von 5,82 m verteidigen. Eine Woche vor den Europameisterschaften in Helsinki stellte er am 22. Juni in Ingolstadt mit 5,91 m eine neue persönliche Bestleistung auf, verpasste allerdings bei den Europameisterschaften als Vierter mit einer Höhe von 5,77 m knapp eine Medaille. Bei den Olympischen Spielen in London wurde er Neunter.
Bei den Halleneuropameisterschaften 2013 in Göteborg gewann Mohr die Bronzemedaille. Wie schon 2011 in Daegu wurde er bei den Weltmeisterschaften im August Fünfter, dieses Mal mit übersprungenen 5,82 m.
Am 1. März 2014 stellte er beim ISTAF indoor Berlin mit 5,90 m einen neuen persönlichen Hallenrekord auf.

## Privates
Malte Mohr absolvierte eine Ausbildung zum Bürokaufmann und gehört seit Herbst 2009 der Bundeswehr an.

## Bestleistungen
- Stabhochsprung (Freiluft): 5,91 m, 22. Juni 2012, Ingolstadt
- Stabhochsprung (Halle): 5,90 m, 1. März 2014, Berlin